# نما کنکو
نما کنکو (به لاتین: Nema Kunku) یک منطقهٔ مسکونی در گامبیا است که در West Coast Division واقع شده‌است. نما کنکو ۳۶٬۱۳۴ نفر جمعیت دارد و ۲۹ متر بالاتر از سطح دریا واقع شده‌است.